# Süper Lig de 2011–12
A Süper Lig de 2011–12 (também conhecida como Spor Toto Süper Lig devido a razões de patrocínio) foi a 54ª temporada do Campeonato Turco de Futebol.

## Regulamento
Um novo formato de competição foi introduzido nesta edição: terminada a temporada regular com as tradicionais 34 rodadas divididas em turno e returno, foram definidos 2 quadrangulares finais com turno e returno para decidir os clubes que representariam a Turquia tanto na Liga dos Campeões da UEFA quanto na Liga Europa da UEFA. O 1º, 2º, 3º e 4º colocados da temporada regular jogariam o quadrangular final para garantir 2 vagas para a Liga dos Campeões de 2012–13 (1 para a fase de grupos e 1 para a 3ª rodada dos playoffs) e 1 vaga para a 4ª rodada dos playoffs da Liga Europa de 2012–13. Já o 5º, 6º, 7º e 8º colocados da temporada regular jogariam o quadrangular final para garantir outras 2 vagas para a Liga Europa de 2012–13 (1 para a 3ª rodada dos playoffs e 1 para a 2ª rodada dos playoffs).
Todos os clubes classificados iniciavam os quadrangulares com um número de pontos equivalente à metade dos que somaram na temporada regular, acrescido de 0,5 ponto em caso de números decimais. No entanto, o novo formato em questão recebeu críticas dos clubes e acabou sendo abandonado já na temporada seguinte.

## Participantes
| Clube          | Técnico           | Capitão             | Estádio                         | Capacidade | Material Esportivo | Patrocinador |
| -------------- | ----------------- | ------------------- | ------------------------------- | ---------- | ------------------ | ------------ |
| Ankaragücü     | Ziya Doğan        | Aydın Toscalı       | Estádio 19 de Maio de Ancara    | 19 209     | Lotto              | Spor Toto    |
| Antalyaspor    | Mehmet Özdilek    | Ömer Çatkıç         | Mardan Sports Complex           | 7 428      | Puma               | SunExpress   |
| Beşiktaş       | Tayfur Havutçu    | İbrahim Toraman     | Estádio İnönü de Beşiktaş       | 32 086     | Adidas             | Toyota       |
| Bursaspor      | Ertuğrul Sağlam   | İbrahim Öztürk      | Estádio Atatürk de Bursa        | 25 661     | Puma               | InterCity    |
| Eskişehirspor  | Michael Skibbe    | Sezgin Coşkun       | Novo Estádio de Esquixequir     | 13 250     | Adidas             | ETI          |
| Fenerbahçe     | Aykut Kocaman     | Alex                | Estádio Şükrü Saraçoğlu         | 50 509     | Adidas             | Avea         |
| Galatasaray    | Fatih Terim       | Ayhan Akman         | Complexo Esportivo Ali Sami Yen | 52 280     | Nike               | Türk Telekom |
| Gaziantepspor  | Tolunay Kafkas    | Emre Güngör         | Kamil Ocak Stadı                | 16 981     | Adidas             | TürkOil      |
| Gençlerbirliği | Fuat Çapa         | Cem Can             | Estádio 19 de Maio de Ancara    | 19 209     | Lotto              | Caprice Gold |
| İstanbul B.B.  | Abdullah Avcı     | Efe İnanç           | Estádio Olímpico Atatürk        | 76 092     | Nike               | Spor Toto    |
| Karabükspor    | Yücel İldiz       | Florin Cernat       | Dr. Necmettin Şeyhoğlu Stadyumu | 11 378     | Lescon             | Kardemir     |
| Kayserispor    | Shota Arveladze   | Eren Güngör         | Estádio Kadir Has               | 32 864     | Adidas             | Spor Toto    |
| Manisaspor     | Kemal Özdeş       | İlker Avcıbay       | Manisa 19 Mayıs Stadyumu        | 16 597     | Lescon             | Vestel       |
| Mersin İ.Y.    | Nurullah Sağlam   | Christian Zurita    | Tevfik Sırrı Gür Stadyumu       | 10 128     | Hummel             | Soil         |
| Orduspor       | Metin Diyadin     | Jean-Jacques Gosso  | Ordu 19 Eylül Stadyumu          | 11 024     | Umbro              | Spor Toto    |
| Samsunspor     | Vladimir Petković | Murat Yıldırım      | Samsun 19 Mayıs Stadyumu        | 12 720     | Erreà              | Spor Toto    |
| Sivasspor      | Rıza Çalımbay     | Hayrettin Yerlikaya | Sivas 4 Eylül Stadyumu          | 15 060     | Adidas             | Spor Toto    |
| Trabzonspor    | Şenol Güneş       | Tolga Zengin        | Estádio Hüseyin Avni Aker       | 24 169     | Nike               | Türk Telekom |

## Trocas de Técnico
| Equipe        | Treinador no cargo | Modo de Dispensa            | Data de Saída           | Substituído por | Contratado em           |
| ------------- | ------------------ | --------------------------- | ----------------------- | --------------- | ----------------------- |
| Gaziantepspor | Tolunay Kafkas     | Pediu demissão              | 26 de setembro de 2011  | Abdullah Ercan  | 30 de setembro de 2011  |
| Karabükspor   | Yücel İldiz        | Pediu demissão              | 5 de novembro de 2011   | Bülent Korkmaz  | 8 de novembro de 2011   |
| Başakşehir    | Abdullah Avcı      | Assinou com a Seleção Turca | 17 de novembro de 2011  | Arif Erdem      | 18 de novembro de 2011  |
| Ankaragücü    | Ziya Doğan         | Pediu demissão              | 13 de dezembro de 2011  | Hakan Kutlu     | 14 de dezembro de 2011  |
| Orduspor      | Metin Diyadin      | Pediu demissão              | 13 de dezembro de 2011  | Héctor Cúper    | 19 de dezembro de 2011  |
| Eskişehirspor | Michael Skibbe     | Rescisão amigável           | 22 de dezembro de 2011  | Ersun Yanal     | 24 de dezembro de 2011  |
| Manisaspor    | Kemal Özdeş        | Pediu demissão              | 24 de janeiro de 2012   | Ümit Özat       | 26 de janeiro de 2012   |
| Gaziantepspor | Abdullah Ercan     | Pediu demissão              | 26 de janeiro de 2012   | Hikmet Karaman  | 26 de janeiro de 2012   |
| Samsunspor    | Vladimir Petković  | Pediu demissão              | 27 de janeiro de 2012   | Mesut Bakkal    | 27 de janeiro de 2012   |
| Manisaspor    | Ümit Özat          | Rescisão amigável           | 28 de fevereiro de 2012 | Reha Erginer    | 29 de fevereiro de 2012 |

## Temporada Regular
Atualizado em 8 de abril de 2012

### Resultados
| Mandante \ Visitante | MKE | ANT | BEŞ | BUR | ESK | FEN | GAL | GAZ | GEN | İBB | KRB | KAY | MAN | MİY | ORD | SAM | SİV | TRA |
| -------------------- | --- | --- | --- | --- | --- | --- | --- | --- | --- | --- | --- | --- | --- | --- | --- | --- | --- | --- |
| Ankaragücü           | —   | 0–3 | 0–0 | 0–0 | 2–5 | 0–2 | 0–3 | 0–0 | 0–1 | 1–2 | 2–1 | 0–5 | 0–1 | 1–2 | 0–2 | 0–3 | 1–2 | 0–4 |
| Antalyaspor          | 1–0 | —   | 1–2 | 1–3 | 0–0 | 0–0 | 0–0 | 1–0 | 2–2 | 2–1 | 2–1 | 1–0 | 2–1 | 1–2 | 1–1 | 0–2 | 2–2 | 2–1 |
| Beşiktaş             | 3–1 | 1–0 | —   | 3–1 | 2–0 | 2–2 | 0–0 | 3–2 | 3–2 | 1–1 | 1–0 | 0–2 | 4–1 | 0–1 | 2–1 | 0–1 | 3–1 | 1–2 |
| Bursaspor            | 2–1 | 0–0 | 1–2 | —   | 0–1 | 0–2 | 1–0 | 0–2 | 4–0 | 2–1 | 3–0 | 3–0 | 0–0 | 1–0 | 0–0 | 1–0 | 1–2 | 1–1 |
| Eskişehirspor        | 3–2 | 1–0 | 2–1 | 1–1 | —   | 2–1 | 0–0 | 0–2 | 0–0 | 3–1 | 1–2 | 1–0 | 0–2 | 2–0 | 0–1 | 1–0 | 1–1 | 0–2 |
| Fenerbahçe           | 4–2 | 2–0 | 2–0 | 1–0 | 1–0 | —   | 2–2 | 3–1 | 6–1 | 4–2 | 1–0 | 4–0 | 1–1 | 2–1 | 1–0 | 0–0 | 4–2 | 1–0 |
| Galatasaray          | 4–0 | 1–1 | 3–2 | 2–1 | 2–0 | 3–1 | —   | 2–4 | 2–0 | 4–1 | 5–1 | 1–0 | 1–0 | 0–0 | 2–0 | 3–1 | 2–1 | 1–1 |
| Gaziantepspor        | 1–0 | 1–0 | 0–0 | 2–2 | 0–1 | 1–3 | 1–2 | —   | 3–0 | 5–0 | 3–0 | 1–2 | 1–1 | 1–0 | 1–0 | 1–0 | 2–1 | 0–1 |
| Gençlerbirliği       | 1–1 | 3–0 | 4–2 | 2–2 | 2–1 | 0–0 | 0–1 | 1–0 | —   | 4–0 | 2–1 | 1–0 | 3–0 | 1–2 | 3–1 | 1–1 | 3–3 | 1–1 |
| İstanbul B.B.        | 3–0 | 4–0 | 2–2 | 0–0 | 2–2 | 3–2 | 2–0 | 3–1 | 1–0 | —   | 2–2 | 1–0 | 3–2 | 0–0 | 1–1 | 3–0 | 1–1 | 0–2 |
| Karabükspor          | 3–2 | 2–1 | 1–1 | 3–1 | 1–2 | 2–1 | 1–1 | 0–0 | 2–1 | 2–0 | —   | 1–0 | 2–1 | 3–5 | 1–2 | 2–1 | 2–1 | 2–1 |
| Kayserispor          | 3–0 | 0–1 | 1–0 | 0–2 | 2–2 | 0–1 | 0–2 | 1–1 | 2–3 | 1–0 | 2–0 | —   | 2–0 | 2–2 | 1–0 | 2–0 | 6–2 | 3–3 |
| Manisaspor           | 2–0 | 1–0 | 1–4 | 1–3 | 2–3 | 1–2 | 0–4 | 0–2 | 0–1 | 0–2 | 2–1 | 1–0 | —   | 2–0 | 0–0 | 1–1 | 1–3 | 1–1 |
| Mersin İ.Y.          | 1–2 | 0–2 | 0–1 | 1–3 | 0–0 | 1–2 | 1–3 | 2–0 | 2–1 | 2–0 | 0–2 | 1–2 | 0–0 | —   | 1–0 | 1–0 | 1–5 | 1–1 |
| Orduspor             | 2–0 | 3–2 | 1–1 | 1–1 | 2–1 | 1–1 | 0–2 | 0–0 | 0–0 | 1–0 | 3–2 | 1–0 | 1–0 | 0–1 | —   | 0–0 | 1–2 | 0–0 |
| Samsunspor           | 2–2 | 1–0 | 1–1 | 0–3 | 3–1 | 3–1 | 2–4 | 0–0 | 3–2 | 2–4 | 0–0 | 0–1 | 1–2 | 2–0 | 2–0 | —   | 1–2 | 1–1 |
| Sivasspor            | 3–0 | 2–1 | 1–1 | 3–0 | 0–4 | 2–0 | 0–4 | 0–0 | 1–1 | 0–1 | 2–0 | 1–1 | 2–2 | 1–0 | 1–1 | 3–2 | —   | 2–2 |
| Trabzonspor          | 3–2 | 2–2 | 0–1 | 2–1 | 4–1 | 1–1 | 0–3 | 4–0 | 1–2 | 0–1 | 3–1 | 2–1 | 2–1 | 2–3 | 4–1 | 4–0 | 2–1 | —   |

## Quadrangulares Finais

### Liga dos Campeões

#### Tabela
| Pos | Equipe          | Pts | J | V | E | D | GP | GC | SG | Classificado                                               |
| --- | --------------- | --- | - | - | - | - | -- | -- | -- | ---------------------------------------------------------- |
| 1   | Galatasaray (C) | 48  | 6 | 2 | 3 | 1 | 9  | 6  | +3 | Liga dos Campeões da UEFA 2012–13 (Fase de Grupos)         |
| 2   | Fenerbahçe      | 47  | 6 | 4 | 1 | 1 | 9  | 4  | +5 | Liga dos Campeões da UEFA 2012–13 (3ª Rodada dos Playoffs) |
| 3   | Trabzonspor     | 33  | 6 | 1 | 2 | 3 | 5  | 10 | −5 | Liga Europa da UEFA 2012–13 (4ª Rodada dos Playoffs)       |
| 4   | Beşiktaş        | 33  | 6 | 1 | 2 | 3 | 5  | 8  | −3 | Eliminado do quadrangular final*                           |

#### Nota
*O Beşiktaş foi punido pela UEFA com 1 temporada de suspensão das competições europeias por conta do provado envolvimento do clube no escândalo de manipulação de resultados ocorrida no futebol turco em 2011. Com isso, o Trabzonspor herdou a vaga para a Liga Europa.

#### Resultados
| Mandante \ Visitante | BEŞ | FEN | GAL | TRA |
| -------------------- | --- | --- | --- | --- |
| Beşiktaş             | —   | 1–0 | 0–2 | 1–1 |
| Fenerbahçe           | 2–1 | —   | 0–0 | 2–0 |
| Galatasaray          | 2–2 | 1–2 | —   | 0–0 |
| Trabzonspor          | 1–0 | 1–3 | 2–4 | —   |

### Liga Europa

#### Tabela
| Pos | Equipe        | Pts | J | V | E | D | GP | GC | SG | Classificado                                         |
| --- | ------------- | --- | - | - | - | - | -- | -- | -- | ---------------------------------------------------- |
| 5   | Bursaspor     | 37  | 6 | 4 | 0 | 2 | 12 | 10 | +2 | Liga Europa da UEFA 2012–13 (3ª Rodada dos Playoffs) |
| 6   | Eskişehirspor | 36  | 6 | 3 | 2 | 1 | 12 | 7  | +5 | Liga Europa da UEFA 2012–13 (2ª Rodada dos Playoffs) |
| 7   | İstanbul B.B. | 32  | 6 | 2 | 1 | 3 | 11 | 14 | −3 |                                                      |
| 8   | Sivasspor     | 29  | 6 | 1 | 1 | 4 | 9  | 13 | −4 |                                                      |

#### Resultados
| Mandante \ Visitante | BUR | ESK | İBB | SİV |
| -------------------- | --- | --- | --- | --- |
| Bursaspor            | —   | 3–2 | 3–2 | 2–0 |
| Eskişehirspor        | 2–0 | —   | 3–1 | 1–1 |
| İstanbul B.B.        | 0–4 | 1–1 | —   | 4–2 |
| Sivasspor            | 4–0 | 1–3 | 1–2 | —   |

| Campeão Turco 2011–12    |
| !                        |
| ------------------------ |
| Galatasaray (18º título) |

## Artilheiros
Atualizado em 12 de maio de 2012
| Pos. | Jogador         | Clube                   | Gols |
| ---- | --------------- | ----------------------- | ---- |
| 1    | Burak Yılmaz    | Trabzonspor             | 33   |
| 2    | Hervé Tum       | Gençlerbirliği          | 15   |
| 2    | Diomansy Kamara | Eskişehirspor           | 15   |
| 2    | Michael Eneramo | Sivasspor               | 15   |
| 2    | Pierre Webó     | İstanbul B.B.           | 15   |
| 6    | Alex            | Fenerbahçe              | 14   |
| 6    | Doka Madureira  | İstanbul B.B.           | 14   |
| 8    | Necati Ateş     | Antalyaspor Galatasaray | 13   |
| 8    | Pablo Batalla   | Bursaspor               | 13   |
| 8    | Selçuk İnan     | Galatasaray             | 13   |